# Scorpiops lioneli
Espèce
Scorpiops lioneli est une espèce de scorpions de la famille des Scorpiopidae.

## Distribution
Cette espèce est endémique du Maharashtra en Inde. Elle se rencontre dans le district de Nashik vers Pardhadi.

## Description
Le mâle holotype mesure 41,58 mm, les mâles mesurent de 41,58 à 45,37 mm et les femelles de 48,05 à 48,24 mm.

## Étymologie
Cette espèce est nommée en l'honneur de Lionel Monod.

## Publication originale
- Sulakhe, Deshpande, Dandekar, Padhye & Bastawade, 2021 : « Four new lithophilic species of Scorpiops Peters, 1861 (Scorpiones: Scorpiopidae) from peninsular India. » Euscorpius, no 337, p. 1-49 (texte intégral).